# Edmund av Skottland
Edmund (Etmond mac Maíl Coluim eller Eadmund Margotsson) (född efter 1070, död efter 1097) var son till Máel Coluim mac Donnchada (Malcolm III) och hans andra hustru Margareta. Han kan finns på listor över skotska kungar, men det finns inget bevis för att han någonsin var kung över Skottland.
När Edmunds far och hans bror Edvard, den utpekade tronarvingen, dödades i november 1093 tog Máel Coluims bror Domnall Bán (Donald III) över tronen. Edmund och hans yngre bröder Edgar, Alexander och David flydde till England där deras halvbror Donnchad (Duncan II) redan befann sig vid Vilhelm Rufus hov.
År 1094 drev Donnchad, med Rufus välsignelse och med militärt stöd från den engelska landlösa adeln och landägare från Lothian, bort Domnall Bán från tronen. Det antas att Edmund, som var den nästföljande i ålder var Donnchads utpekade arving. Ett skotskt uppror tvingade Donnchad skicka hem sina engelska allierade. En kort tid därefter blev han själv dödad. Mördaren var Máel Petair, en normand från Mearns, men Ulster-annalerna och William av Malmesbury är eniga om att mordet skedde på order av Domnall Bán och Edmund.